# O Signor, per cortesia
O Signor, per cortesia è una lauda di Jacopone da Todi. Trae il suo titolo dal primo verso. È stata composta verso la fine del XIII secolo.

## Significato letterale
Jacopone prega Dio di colpirlo con una lunga serie di malattie, tra cui la lebbra (malsania), l'angina (squinanzia), la cecità e la podagra (descritta con un'espressione molto meno scientifica, mal de coglia), e di altri tormenti, come la povertà (povertate) e persino il fetore, che allontani gli altri uomini; chiede che tutto ciò duri fino alla fine del mondo, quando, divorato da un lupo, egli dovrà morire, lasciando dietro di sé le feci dell'animale come reliquie e in suo ricordo un fantasma, tanto terribile che chiunque sentirà pronunciare il nome del frate si farà il segno della croce. Nella chiusura della lauda il poeta spiega il motivo della volontà di subire tormenti tanto grandi: questi non sono nemmeno sufficienti a ripagare Dio della gravissima colpa dell'uomo, il quale, irriconoscente nei confronti di chi gli ha donato la vita, ha ucciso il suo unico figlio, il Cristo.

## Commento
I mali invocati dal poeta, pur molti e grandi, non devono stupire il lettore, perché non è inusuale nella religiosità medievale l'esasperazione della mortificazione di sé: allora era diffusa la convinzione che, come Jacopone spiega nella chiusa della lauda, l'uomo debba soffrire per punirsi ed espiare in questo modo il peccato della crocifissione di Gesù, colpa che, al contrario del peccato originale, non viene lavata dal battesimo. Questo aspetto della fede si accorda perfettamente con la religiosità e il pensiero di Jacopone, legato a concezioni religiose tipiche del suo tempo, come l'estasi (si veda O iubelo de core).
Il poeta si avvicina molto ad alcuni movimenti che all'epoca riscuotevano un'ampia adesione e un notevole successo in tutta Europa, come quello dei flagellanti.